# Farmer Glacier
Farmer Glacier är en glaciär i Antarktis. Den ligger i Östantarktis. Australien gör anspråk på området. Farmer Glacier ligger 1 238 meter över havet.
Terrängen runt Farmer Glacier är kuperad åt sydväst, men åt nordost är den bergig. Terrängen runt Farmer Glacier sluttar västerut.  Trakten är obefolkad. Det finns inga samhällen i närheten. 